# Quer (orografia)

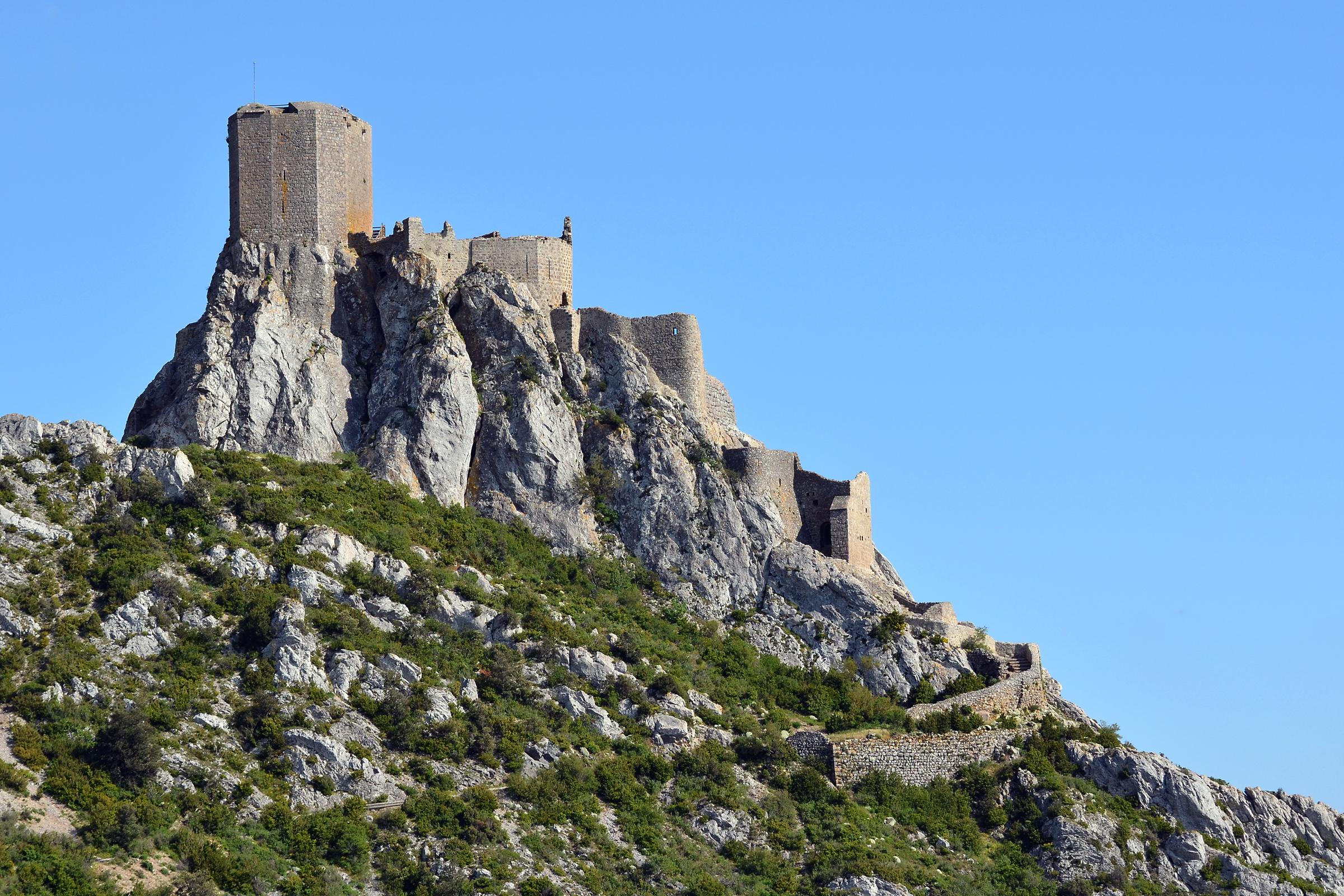
Castell de Querbús

Un quer és un accident geogràfic de menor o major envergadura constituït per un promontori rocós. En algunes ocasions aquests quer foren utilitzats durant l'edat mitjana per construir-hi fortificacions al damunt. Hi ha abundants referències a l'Arieja —occitanoparlant— i en contrades catalanoparlants. Paraula en desús d'origen mil·lenari, relicte en contrades catalanes i adjacents. Significa "penyal", "roca". Segons Joan Coromines i Vigneaux l'apel·latiu quer s'originaria de «cariu», d'origen preromà. L'Institut d'Estudis Catalans recull l'opinió d'un origen preindoeuropeu o celta. Així mateix, esmenta la hipòtesi de Meyer-Lübke segons la qual quer derivaria del prellatí KARRI, que hauria evolucionat fins al HARRI (pedra) del basc actual, hipòtesi compartida per Rohlfs, però la posa en dubte pel fet que els topònims que utilitzen quer (Queralbs, Queralt, ...) ho fan amb una sola "r". Segons altres tindria l'arrel prellatina KER, que significaria tant "lloc on viure" com "sobre un roquer".

## Usos
Quer i quera s'utilitzava en època medieval per referir-se a una penya, una roca prominent. A vegades, quers situats en llocs estratègics i gràcies a les seves condicions, eren utilitzats pels nadius per a controlar el territori situat al seu dessota i dels seus accessos per valls, congosts, collades. S'hi s'edificaren estructures per protegir els guaites de les inclemències meteorològiques que, amb el temps, i depenent de la importància de consolidar la posició, s'optimitzaren alçant murs tot al voltant, arran dels espadats, convertint-los fàcilment defensables. Alguns castells amb quer al seu nom foren utilitzats per refugiar-se pels càtars durant la seva persecució.

## Topònims
Nombrosos elements corresponen a indrets dels Països Catalans i Occitània que usen aquest vocable.

### Densitat
Quers són esmentats majorment en zones pirinenques i prepirinenques, tot i que el seu ús avançà tímidament cap al sud durant el procés de conquesta dels territoris musulmans.
És al sud-oest de Sèish (Arieja) on es troba una major densitat de topònims quer.

### Localització
A l'Arieja, en un espai d'uns 100 km², es localitzen: deu quers, muntanyes d'entre 1.200-2.400 m. aproximadament (Quer dera Horca, Q. Joan, Q. Trencat, Q. deth Bacivèr, Q. deth Musc, Q. Rond, Q. des Abelhes, Q. de Madrits i Q. Long des Comèths), i un tuc (Tuc de Quer Negre) i una edificació (Cap deth Quer) que utilitzen el mot com a denominació pròpia.
A part dels esmentats de l'Arieja trobem:
- Dotze edificacions dites "el Quer" repartides per les comarques del Bages, Berguedà, Conca de Barberà, Garrotxa, Osona, Pla de l'Estany, Ripollès, Segrià, Vallès Occidental i Vallespir.
- Són anomenats "Quer": boscos al Bages i Alta Cerdanya, la carena d'una serra a cavall d'Osona i la Selva, un coll al Solsonès, dos cursos fluvials a la Conca de Barberà i l'Alt Urgell respectivament, i cims a aquesta última i a l'Alta Cerdanya.
- Vuit noms propis d'edificis "la Quera" es troben a l'Alt Empordà, Alt Urgell, Baixa Cerdanya, Garrotxa, Ripollès i Vallespir.
- Són denominats "Quera": boscos a l'Alt Empordà i Baixa Cerdanya, un curs fluvial al Ripollès, un torrent al Vallespir, un pla a la Garrotxa, un cim a l'Alt Empordà, un puig a l'Alt Empordà, un serrat a la parròquia d'Andorra la Vella i un altre a la Baixa Cerdanya.

Utilitzen el mot "quer" com a prefix:
- Les poblacions: el Querforadat a l'Alt Urgell, Querol al Pla de l'Estany, Querol a l'Alt Camp, Querol i Quers a l'Alta Cerdanya, Queralbs al Ripollès, Santa Coloma de Queralt a Conca de Barberà i la Tor de Querol a l'Alta Cerdanya.
- Els castells de Quer a Osona, Castell de Quermançó a l'Alt Empordà, Castell de Queralt a l'Anoia, Querol a l'Alt Camp, Querbús I Queragut a l'Aude i altres dels quals només se'n conserven runes; la torre del Querroig a l'Alt Empordà; el santuari de Queralt al Berguedà; un corral a les Garrigues, i un dolmen a l'Alt Empordà.
- Masies i edificacions a l'Alt Camp, Alt Urgell, Baix Camp, Garrotxa, Montsià, Noguera, Pallars Jussà, Ripollès, Segarra, Solsonès, Vallès Occidental i Vallespir.
- Una vall a l'Alta Cerdanya; indrets a l'Alt Penedès, al Ripollès i a l'Alta Cerdanya; una serra al Solsonès; cims a l'Alt Empordà, a la Ribera d'Ebre, al Rosselló, i a l'Alta Cerdanya; un puig al Baix Empordà, i un altre a la Matarranya; rocs a l'Alt Urgell i al Pallars Jussà i una roca al Solsonès; un coll a cavall de l'Alt Urgell i la Baixa Cerdanya, un a la Selva i un altre al Tarragonès; una planeta —pla petit— a la Noguera; un grau entre l'Alt Urgell i el Pallars Jussà; un barranc al Solsonès; una baga al Berguedà; plans a la Garrotxa, Pla de l'Estany, Noguera, Osona i Bages, i una cova al Baix Camp.
- Rius al Pallars Jussà, a l'Alta Cerdanya i la parròquia d'Ordino; rieres a l'Alt i al Baix Empordà i a la Selva; torrents a l'Alta Cerdanya, l'Alt Empordà i al Ripollès; una ribera a l'Alt Empordà; un fondo al Garraf; un rec i un salt a l'Alta Cerdanya; una font al Priorat, una a Beuda (Garrotxa) i una altra a Conflent.